# From the Cradle to the Grave
From the Cradle to the Grave est le deuxième album du groupe anarcho-punk britannique Subhumans sorti en 1983 sur le label Bluurg. Il a été enregistré du 10 au 14 octobre 1983,,,,.

## Ambiance musicale et textes des chansons
Musicalement, l'album alterne agressivité du punk rock , voire du heavy metal, avec des passages beaucoup plus complexes et des ambiances musicales éclectiques, à la manière du rock progressif. Ainsi, la dernière plage de l’album, "From the Cradle to the Grave", occupe toute la face B du vinyle pendant presque 17 minutes.
Les textes alternent cynisme, critiques de la société et du libéralisme économique. 

## Liste des chansons
1. "[Sans titre]" – 0:44 (Le titre original sur la pochette et le verso est une paire de notes de musique , apparemment destinée à indiquer que la piste est un instrumental.)
2. "Forget" – 1:20
3. "Waste of Breath" – 1:58
4. "Where’s the Freedom?" – 3:25
5. "Reality Is Waiting for a Bus" – 2:14
6. "Us Fish Must Swim Together" – 3:29 (Le titre original de la couverture et de l'étiquette est un simple dessin abstrait d'un poisson, semblable à un Ichthus.)
7. "Wake Up Screaming" – 5:22
8. "Adversity" – 2:41
9. "Rain" – 3:13
10. "From the Cradle to the Grave" – 16:51

## Personnel
- Dick Lucas : chant
- Bruce : guitare, chant, basse sur le morceau 10
- Trotsky : batterie
- Phil : basse